# Montaubion-Chardonney
Montaubion-Chardonney is een voormalige gemeente in het Zwitserse kanton Vaud bestaande uit de plaatsjes Chardonney en Montaubion.
Montaubion-Chardonney telt 74 inwoners.

## Geschiedenis
Voor 2008 maakte de gemeente deel uit van het toenmalige district Moudon. Op 1 januari 2008 werd de gemeente deel uit van het nieuwe district Gros-de-Vaud.'
Op 1 januari 2011 fuseerde de gemeente met de gemeentes Peney-le-Jorat, Sottens, Villars-Mendraz en Villars-Tiercelin tot de nieuwe gemeente Jorat-Menthue.